# 永紅区
永紅区（えいこう-く）は中華人民共和国黒竜江省ジャムス市かつてあった市轄区。2006年に郊区に編入された。

## 行政区画
4街道を管轄：
- 街道弁事処：長安街道、佳西街道、建設街道、友誼街道